# Petr Vichr
Petr Vichr (18. října 1874 Rymberk – ??) byl český průmyslník, zakladatel továrny na kovový nábytek Vichr a spol. v Lysé nad Labem.

## Život
Petr Vichr se narodil 18. října 1874 v Rymberku v rodině místního rolníka Petra Vichra a jeho manželky Marie, rozené Sklenářové. Měl několik sourozenců, z nichž bratři František, Stanislav a Jan se stali spolupodílníky podniku v Lysé nad Labem. 
Dne 12. června 1900 se Petr Vichr ve Strakonicích  jako pětadvacetiletý oženil s tehdy jedenadvacetiletou učitelkou ve Strakonicích Marií Holou. V roce 1902 se jim narodil syn Petr. Dcera Marie (* 4. 4. 1911) se provdala za Jana Velingera, který se stal dalším spoluvlastníkem firmy Vichr a spol. Dožila se sta let.
Po znárodnění firmy Vichr a spol. přišla rodina o vilu v Lysé nad Labem. Nemocný Petr Vichr žil ze skrovného důchodu (ze kterého musel platit ošetřovatelku) a byl z původně třípokojového bytu přestěhováván do menších prostor. Zemřel po roce 1951, přesné datum a místo úmrtí nejsou známy.

## Dílo
Firmu Vichr a spol. založil Petr Vichr roku 1899 spolu se svým strýcem v tehdy převážně německém Duchcově a v roce 1902 se stal jejím jediným majitelem. Bojkot české firmy německým obyvatelstvem ho přinutil hledat odbyt mimo tuto oblast a vedl k výstavbě závodu v Lysé nad Labem, který se specializoval na výrobu kovového nábytku. Firmu vedl až do jejího znárodnění v roce 1946.

## Posmrtné připomínky
- V Lysé nad Labem je Vichrova ulice
- Vichrova vila je neoficiální název vily Petra Vichra (Lysá nad Labem, Masarykova 214/19)